# 勐库大叶茶

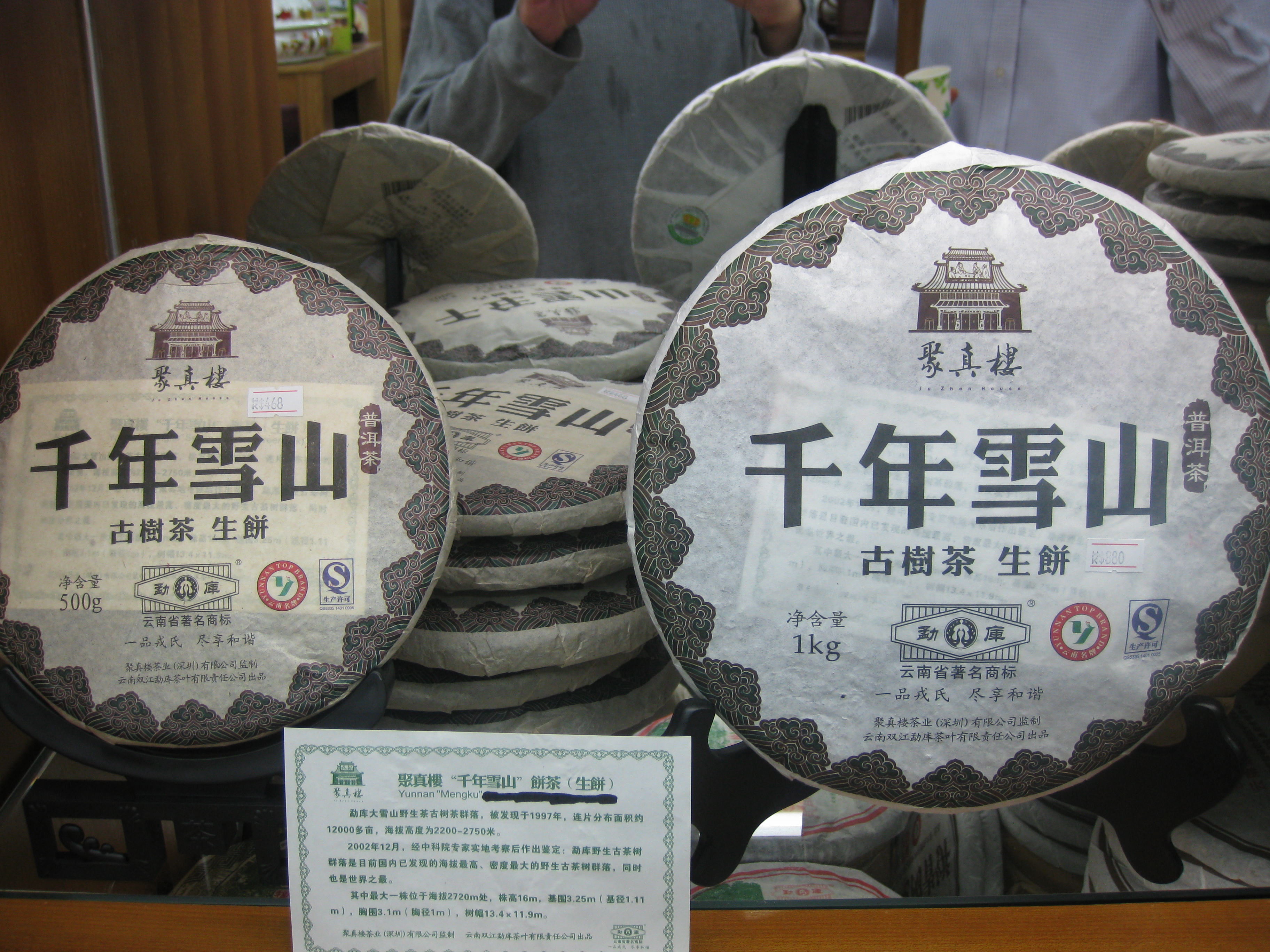
勐海大叶茶制成的聚真楼千年雪山茶饼（生茶）

勐库大叶茶，又名双江勐库种，原产中国云南省双江县勐库镇冰岛村的一种茶叶品种、中国国家级良种。

## 特点
勐库大叶茶为有性繁殖茶。形状为乔木型、大叶类、早生种，植株高大主干明显，叶片水平或下垂状，叶片特大，呈长椭圆或椭圆形。原产自云南省双江县勐库镇冰岛乡，之后在云南西南部各产茶县有广泛栽培；此外，四川、贵州、广东、广西、海南、湖南等省区有大面积引种。1985年，全国农作物品种审定委员会认定为国家品种，编号GS13012-1985。其适合制作红茶、绿茶、普洱茶。